# Basquetebol nos Jogos Abertos do Interior de São Paulo
O Basquetebol nos Jogos Abertos do Interior vem sendo disputado desde a primeira edição dos JAI's em 1936 que aconteceu em Monte Alto, na categoria masculino enquanto o feminino foi introduzido em 1941 em Ribeirão Preto.

## História
O basquetebol é o responsável pelo criação dos Jogos Abertos do Interior quando Baby Barioni o introduziu no cenário esportivo.
A cidade de Piracicaba é o maior vencedor do torneio de basquete, tanto no masculino quanto no feminino, desde a sua criação.

## Campeões do torneio masculino dos JAI's
| Ano                          | Ouro                | Prata                 | Bronze                      | 4º Lugar              |
| ---------------------------- | ------------------- | --------------------- | --------------------------- | --------------------- |
| 1936                         | Uberlândia          | Piracicaba            | não disponível              | não disponível        |
| 1937                         | Uberlândia          | não disponível        | não disponível              | não disponível        |
| 1938                         | Uberlândia          | Sorocaba              | Franca e Paraguaçu Paulista | Lins e Itu            |
| 1939                         | Campinas            | não disponível        | não disponível              | não disponível        |
| 1940                         | Guaratinguetá       | Santos                | Piracicaba                  | Uberlândia            |
| 1941                         | Santos              | Campinas              | Guaratinguetá               | Ribeirão Preto        |
| 1942                         | Piracicaba          | Santos                | Rio Claro                   | Campinas              |
| 1943                         | Sorocaba            | Taubaté               | não disponível              | não disponível        |
| 1944                         | Taubaté             | Sorocaba              | Lins                        | Catanduva             |
| 1945                         | Taubaté             | Campinas              | Rio Claro                   | Santo André           |
| 1946 a 1951                  | não disponível      | não disponível        | não disponível              | não disponível        |
| 1952                         | Ribeirão Preto      | Santos                | São José dos Campos         | Campinas              |
| 1953                         | Jundiaí             | não disponível        | não disponível              | não disponível        |
| 1954                         | Sorocaba            | Piracicaba            | Jundiaí                     | São Carlos            |
| 1955                         | Piracicaba          | São Carlos            | Sorocaba                    | Limeira               |
| 1956                         | São Carlos          | Piracicaba            | Sorocaba                    | Campinas              |
| 1957                         | Piracicaba          | São Carlos            | São José dos Campos         | Campinas              |
| 1958                         | Piracicaba          | São Carlos            | São José dos Campos         | Limeira               |
| 1959                         | Piracicaba          | não disponível        | não disponível              | não disponível        |
| 1960                         | Piracicaba          | não disponível        | não disponível              | não disponível        |
| 1961                         | Piracicaba          | não disponível        | não disponível              | não disponível        |
| 1962                         | Piracicaba          | Franca                | São Carlos                  | Santos                |
| 1963                         | Piracicaba          | não disponível        | não disponível              | não disponível        |
| 1964                         | não disponível      | não disponível        | não disponível              | não disponível        |
| 1965                         | não disponível      | não disponível        | não disponível              | não disponível        |
| 1966                         | Piracicaba          | não disponível        | não disponível              | não disponível        |
| 1967                         | Não disponível      | não disponível        | não disponível              | não disponível        |
| 1968                         | Não disponível      | não disponível        | não disponível              | não disponível        |
| 1969 a 1975                  | não disponível      | não disponível        | não disponível              | não disponível        |
| 1976                         | Piracicaba          | não disponível        | não disponível              | não disponível        |
| 1977                         | não disponível      | não disponível        | não disponível              | não disponível        |
| 1978                         | não disponível      | não disponível        | não disponível              | não disponível        |
| 1979                         | São José dos Campos | São Bernardo do Campo | não disponível              | não disponível        |
| 1980                         | São José dos Campos | Fernandópolis         | não disponível              | não disponível        |
| 1981                         | Franca              | São José dos Campos   | não disponível              | não disponível        |
| 1982                         | não disponível      | não disponível        | não disponível              | não disponível        |
| 1983                         | São José dos Campos | Rio Claro             | não disponível              | não disponível        |
| 1984                         | não disponível      | não disponível        | não disponível              | não disponível        |
| 1985                         | não disponível      | não disponível        | não disponível              | não disponível        |
| 1986                         | não disponível      | não disponível        | não disponível              | não disponível        |
| 1987                         | não disponível      | não disponível        | não disponível              | não disponível        |
| 1988                         | não disponível      | não disponível        | não disponível              | não disponível        |
| 1989                         | Não aconteceu       |                       |                             |                       |
| 1990                         | não disponível      | não disponível        | não disponível              | não disponível        |
| 1991 a 2001                  | não disponível      | não disponível        | não disponível              | não disponível        |
| 2002, sub-21                 | Guarulhos           | São José dos Campos   | não disponível              | não disponível        |
| 2003, sub-21                 | Guarulhos           | São José dos Campos   | não disponível              | não disponível        |
| 2004, sub-21                 | São José dos Campos | Piracicaba            | não disponível              | não disponível        |
| 2005, livre                  | São José dos Campos | Cerquilho             | não disponível              | não disponível        |
| 2006, livre                  | não disponível      | não disponível        | Limeira                     | São José dos Campos   |
| 2007, 1ª divisão             | não disponível      | não disponível        | Assis                       | São José dos Campos   |
| 2008                         | Piracicaba          | não disponível        | não disponível              | não disponível        |
| 2009, especial               | São José dos Campos | Assis                 | Franca?                     | não disponível        |
| 2010                         | não disponível      | não disponível        | não disponível              | não disponível        |
| 2011                         | Piracicaba          | não disponível        | não disponível              | não disponível        |
| 2011, especial               | São José dos Campos | Limeira               | Franca?                     | não disponível        |
| 2012                         | Piracicaba          | não disponível        | não disponível              | não disponível        |
| 2013                         | Piracicaba          | não disponível        | não disponível              | não disponível        |
| 2014, especial               | Bauru               | Sorocaba              | São José dos Campos         | Mogi das Cruzes       |
| 2015, especial               | Sorocaba            | São José dos Campos   | Piracicaba                  | São José do Rio Preto |
| 2016, especial               | Piracicaba          | Sorocaba              | São José dos Campos         | não disponível        |
| 2017 1ª divisão, livre       |                     |                       |                             |                       |
| 2017 1ª divisão, até 20 anos | São Caetano do Sul  | Rio Claro             | Bauru                       | não disponível        |
| 2017 2ª divisão, livre       | Santo André         | Limeira               | São José dos Campos         | Americana             |
| 2017 2ª divisão, até 20 anos |                     |                       |                             |                       |
| 2018 1ª divisão, livre       | Sorocaba            | São João da Boa Vista | Santos                      | Ribeirão Preto        |
| 2018 1ª divisão, até 20 anos | São José dos Campos | Araraquara            | Jundiaí                     | Rio Claro             |
| 2018 2ª divisão, livre       | Araras              | Franca                | Limeira                     | Ribeirão Preto        |
| 2018 2ª divisão, até 20 anos | Praia Grande        | Mogi das Cruzes       | Campinas                    | Catanduva             |

## Campeões do torneio feminino dos JAI's
| Ano                          | Ouro                   | Prata                 | Bronze                | 4º Lugar              |
| 1941                         | Guaratinguetá          | não disponível        | não disponível        | não disponível        |
| 1942                         | Rio Claro              | não disponível        | não disponível        | não disponível        |
| 1943                         | Santos                 | Rio Claro             | não disponível        | não disponível        |
| 1944                         | Santos                 | Rio Claro             | Araraquara            | Taubaté               |
| 1945                         | Santos                 | Rio Claro             | Araraquara            | São José dos Campos   |
| 1946                         | Santos                 | não disponível        | não disponível        | não disponível        |
| 1947                         | Rio Claro              | não disponível        | não disponível        | não disponível        |
| 1948                         | Santos                 | não disponível        | não disponível        | não disponível        |
| 1949                         | Rio Claro              | São José dos Campos   | Santos                | Assis                 |
| 1950                         | Santos                 | Sorocaba              | Rio Claro             | São Vicente           |
| 1951                         | Santos                 | Sorocaba              | São José dos Campos   | Rio Claro             |
| 1952                         | Santos                 | Campinas              | Ribeirão Preto        | São Simão             |
| 1953                         | Sorocaba               | Santos                | Não disponível        | não disponível        |
| 1954                         | Sorocaba               | São Vicente           | São Carlos            | Santos                |
| 1955                         | Sorocaba               | São Vicente           | São Carlos            | Campinas              |
| 1956                         | Sorocaba               | Mirassol              | Santo Anastácio       | Santo André           |
| 1957                         | Sorocaba               | Santos                | Santo Anastácio       | São Carlos            |
| 1958                         | Sorocaba               | Santo Anastácio       | São Carlos            | Lins                  |
| 1959                         | Piracicaba             | Santos                | não disponível        | não disponível        |
| 1960                         | Piracicaba             | não disponível        | não disponível        | não disponível        |
| 1961                         | Sorocaba               | não disponível        | não disponível        | não disponível        |
| 1962                         | Piracicaba             | Sorocaba              | Ribeirão Preto        | Santo André           |
| 1963                         | Piracicaba             | Sorocaba              | não disponível        | não disponível        |
| 1964                         | Piracicaba             | Santos                | não disponível        | não disponível        |
| 1965                         | Piracicaba             | Sorocaba              | não disponível        | não disponível        |
| 1966                         | Piracicaba             | Santo André           | Rio Claro             | Bauru                 |
| 1967                         | Piracicaba             | Santo André           | Rio Claro             | São José dos Campos   |
| 1968                         | Piracicaba             | não disponível        | não disponível        | não disponível        |
| 1969                         | São Caetano do Sul     | não disponível        | não disponível        | não disponível        |
| 1970                         | São Caetano do Sul     | não disponível        | não disponível        | não disponível        |
| 1971                         | São Caetano do Sul     | Piracicaba            | não disponível        | não disponível        |
| 1972                         | Santo André            | não disponível        | não disponível        | não disponível        |
| 1973                         | Santo André            | não disponível        | não disponível        | não disponível        |
| 1974                         | Bauru                  | não disponível        | não disponível        | não disponível        |
| 1975                         | Bauru                  | não disponível        | não disponível        | não disponível        |
| 1976                         | Santo André            | não disponível        | não disponível        | não disponível        |
| 1977                         | São Caetano do Sul     | não disponível        | não disponível        | não disponível        |
| 1978                         | Bauru                  | não disponível        | não disponível        | não disponível        |
| 1979                         | Jundiaí                | não disponível        | não disponível        | não disponível        |
| 1980                         | Catanduva              | Bauru                 | não disponível        | não disponível        |
| 1981                         | Catanduva              | Bauru                 | não disponível        | não disponível        |
| 1982                         | Piracicaba             | Bauru                 | São Bernardo do Campo | São Caetano do Sul    |
| 1983                         | Presidente Prudente    | Piracicaba            | não disponível        | não disponível        |
| 1984                         | Presidente Prudente    | Santo André           | Piracicaba            | São Bernardo do Campo |
| 1985                         | Sorocaba               | Piracicaba            | não disponível        | não disponível        |
| 1986                         | Piracicaba             | Sorocaba              | não disponível        | não disponível        |
| 1987                         | Sorocaba               | Piracicaba            | não disponível        | não disponível        |
| 1988                         | Sorocaba               | Piracicaba            | não disponível        | não disponível        |
| 1989                         | Não foi disputado      |                       |                       |                       |
| 1990                         | Piracicaba             | Sorocaba              | não disponível        | não disponível        |
| 1991                         | Sorocaba               | Birigui               | Piracicaba            | São Caetano do Sul    |
| 1992                         | Sorocaba               | Campinas              | não disponível        | não disponível        |
| 1993                         | Campinas               | Santo André           | Araçatuba             | Piracicaba            |
| 1994                         | Piracicaba             | Campinas              | Santo André           | não disponível        |
| 1995                         | Santo André            | Paulínia              | não disponível        | não disponível        |
| 1996                         | Americana              | Santo André           | não disponível        | não disponível        |
| 1997                         | Americana              | Osasco                | não disponível        | não disponível        |
| 1998                         | Santo André            | Osasco                | não disponível        | não disponível        |
| 1999                         | Santo André            | Carapicuíba           | não disponível        | não disponível        |
| 2000                         | não disponível         | não disponível        | não disponível        | não disponível        |
| 2001                         | Santo André            | Americana             | não disponível        | não disponível        |
| 2001, sub-20                 | não disponível         | não disponível        | Bauru                 | São José dos Campos   |
| 2002                         | Ourinhos               | Americana             | não disponível        | não disponível        |
| 2003                         | Americana              | Ourinhos              | não disponível        | não disponível        |
| 2004                         | Ourinhos               | Americana             | não disponível        | não disponível        |
| 2004, livre                  | Marília                | São José dos Campos   | Santos                | Piracicaba            |
| 2005                         | não disponível         | não disponível        | não disponível        | não disponível        |
| 2006, livre                  | Piracicaba             | não disponível        | São José dos Campos   | Pindamonhangaba       |
| 2007                         | não disponível         | não disponível        | não disponível        | não disponível        |
| 2007, sub-20                 | Jundiaí                | São José dos Campos   | não disponível        | não disponível        |
| 2008                         | Piracicaba             | não disponível        | não disponível        | não disponível        |
| 2008, 1ª divisão sub-20      | não disponível         | não disponível        | São José dos Campos   | Pindamonhangaba       |
| 2009                         | não disponível         | não disponível        | não disponível        | não disponível        |
| 2009, 1ª divisão até 21 anos | não disponível         | não disponível        | São José dos Campos   | São José do Rio Preto |
| 2010                         | Piracicaba             | não disponível        | não disponível        | não disponível        |
| 2010, 1ª divisão 21 anos     | Jundiaí                | São José dos Campos   | não disponível        | não disponível        |
| 2011                         | não disponível         | não disponível        | não disponível        | não disponível        |
| 2011, 1ª divisão 21 anos     | São José dos Campos    | Pindamonhangaba       | São Caetano do Sul?   | não disponível        |
| 2012, especial               | Americana              | São José dos Campos   | Santo André?          | não disponível        |
| 2013                         | Ourinhos               | Americana             | não disponível        | não disponível        |
| 2013, 1ª divisão             | Piracicaba             | não disponível        | Americana             | São José dos Campos   |
| 2014, especial               | São José dos Campos    | Santo André           | Presidente Venceslau? | não disponível        |
| 2015, especial               | São Bernardo do Campo? | não disponível ?      | São José dos Campos   | Barretos              |
| 2015                         | não disponível         | não disponível        | Piracicaba            | Osasco                |
| 2016, especial               | não disponível         | não disponível        | Santo André           | São José dos Campos   |
| 2017 1ª divisão, livre       | Santo André            | São José dos Campos   | não disponível        | não disponível        |
| 2017 1ª divisão, até 20 anos | São Bernardo do Campo  | Tupã                  | Barretos              | não disponível        |
| 2017 2ª divisão, livre       |                        |                       |                       |                       |
| 2017 2ª divisão, até 20 anos |                        |                       |                       |                       |
| 2018 1ª divisão              | Itu                    | Santo André           | Franca                | Catanduva             |
| 2018 1ª divisão, até 20 anos | São Bernardo do Campo  | Osasco                | Guarulhos             | São José dos Campos   |
| 2018 2ª divisão              | Sertãozinho            | São José do Rio Preto | Araras                | Francisco Morato      |
| 2018 2ª divisão, até 20 anos | Santos                 | Poá                   | Pindamonhangaba       | Itupeva               |
| 2019                         | não disponível         | não disponível        | não disponível        | não disponível        |
| 2020                         | Não foi disputado      |                       |                       |                       |
| 2021                         | Não foi disputado      |                       |                       |                       |